# Cala del Crit
La cala del Crit és una de les poques cales que pertany al terme municipal de Mont-ras (Baix Empordà). Està separada, a migjorn, de la cala de la Font Morisca, per una roca foradada. Té una longitud de 71 metres i una amplada de 15 metres, formada per sorra gruixuda i grava. S'hi accedeix a peu pel camí de ronda. No disposa de cap servei. S'hi practica el nudisme. Els esculls dificulten l'arribada de barques. Al costat de l'escalinata, hi ha tres barraques. Juntament amb els Canyers, Cala Estreta, Cap de Planes i el Vedell, el Crit està protegit pel Pla d'Espais d'Interès Natural (PEIN) amb el nom genèric de Muntanyes de Begur.

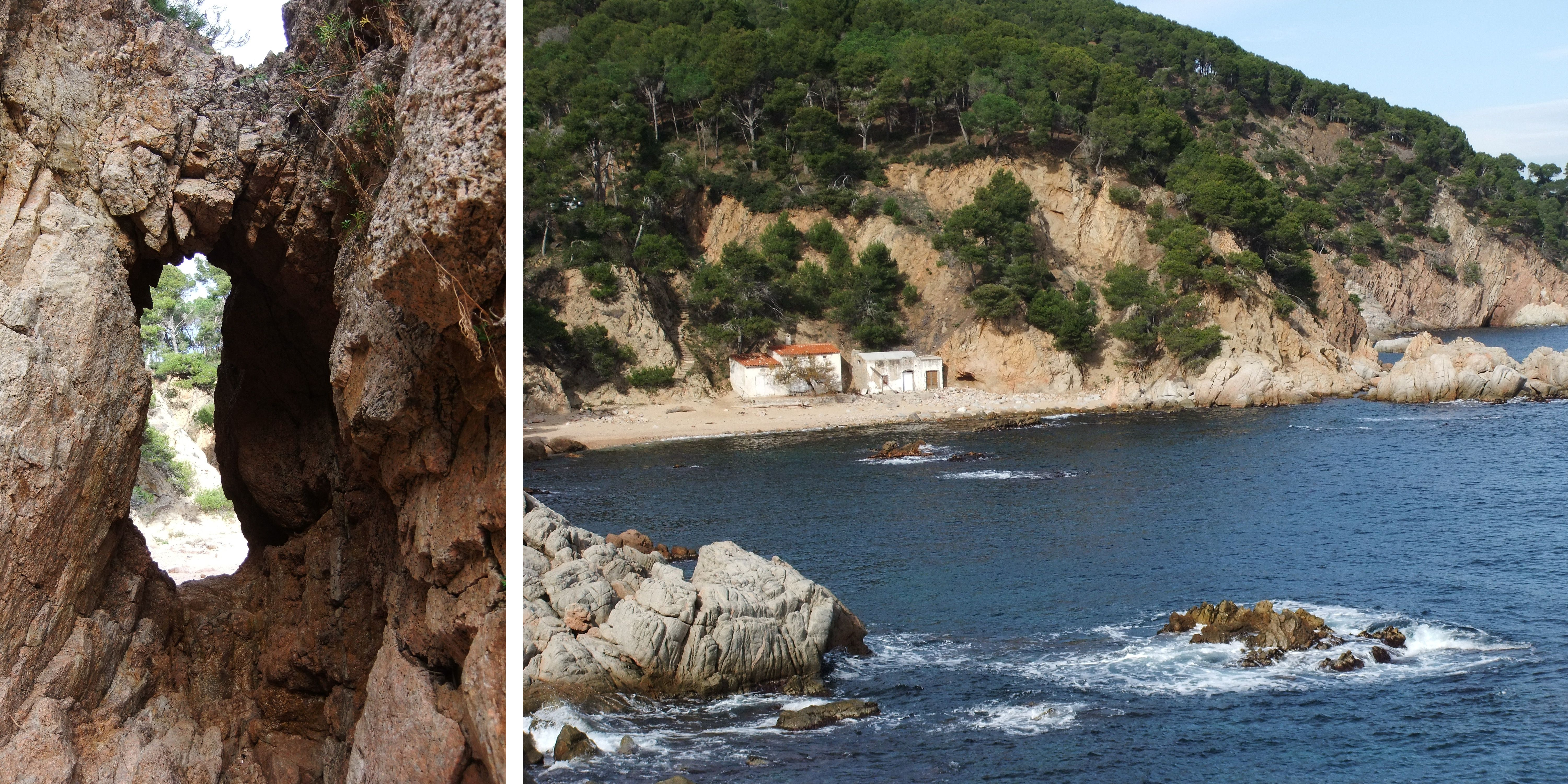
Forat que comunica amb la cala de la Font Morisca

## Llegenda
Diu la llegenda que una nit, cap a les dotze, els pescadors van sentir remor de veus... Una nau mora s'acostava a Font Morisca (molt a prop de la cala del Crit). Com que hi havia boira, els pirates van atracar a la platja. Hi ha qui parla de quinze tripulants i n'hi ha que afirmen que el capità era el pirata Amara.
A l'alba, quan ja es disposaven a marxar, van sentir el cant d'un gall i van pensar que hi hauria alguna casa a la vora... I la van trobar. Van lligar el propietari i es van endur tot el que van voler. Alguns diuen que, fins i tot, van cremar el paller del mas.
De cop, van sentir un soroll: una de les filles de l'amo, que estava amagada. Diuen que era molt bonica, de cabells rossos i admirada per tothom. El capità se la va voler emportar al vaixell, però ella es va posar a cridar, es va arrapar a una ginesta, amb totes les seves forces, i va mossegar el dit del capità, cosa que va fer esclatar la seva ràbia i va tallar-li el cap amb el seu alfange.
Els crits de la noia són els que donen el nom a la platja i el gall que va atraure els pirates va acabar donant nom al mas: Can Gall Perich o Mas dels Moros.

## Moviments socials

### Grup promotor contra el port del Crit
El grup neix per coordinar les persones que volien aturar el projecte de port a la cala del Crit, presentat per la Comissió Gestora del Port de Palafrugell a l'Ajuntament de Mont-ras. És el primer moviment popular a Palafrugell de la nova etapa democràtica. L'ajuntament de Mont-ras va aprovar en primera instància el port el febrer de 1981. El grup va portar a terme diverses activitats: va editar postals de Nadal amb un dibuix de Rodolfo Candelaria i una havanera de Narcisa Oliver (1979), va portar a terme una campanya de recollida de signatures contra el port, una sardinada reivindicativa, una marxa popular, i va realitzar gestions amb diferents institucions i entitats. Finalment, la Generalitat de Catalunya va desestimar el projecte l'any 1983. El grup va intervenir també en l'oposició a la proposta de construcció d'un port als Forcats presentat pel Club Vela Calella, que el febrer de 1980 va ser desestimada en el ple de l'Ajuntament de Palafrugell. El lema utilitzat pel grup va ser recollit en el nom d'una associació ecologista, Salvem el Crit.
El fons documental d'aquesta associació es conserva a l'Arxiu Municipal de Palafrugell. La documentació del grup va ser conservada pel coordinador Paco Dalmau fins al seu ingrés a l'Arxiu Municipal. El fons conté la documentació generada per l'entitat, amb les activitats dutes a terme per evitar la construcció d'un port a la cala del Crit.

### Salvem el Crit
L'abril de 1996 s'organitzà una taula rodona a Can Genís (Palafrugell) que portava per títol "Un crit per Cap de Planes", on participaren un centenar de persones de Palafrugell, Palamós i Mont-ras. Aquesta taula rodona fou convocada per Arítjol: associació palafrugellenca per la defensa del medi ambient, Agrupació Excursionista de Palafrugell, Associació d'Amics de la Unesco de Palafrugell i l'Associació Salvem Castell. El resultat d'aquesta trobada fou la constitució d'una nova associació que s'anomenaria Coordinadora Salvem el Crit.
Així, el novembre de 1996 va néixer la plataforma Salvem el Crit, amb la voluntat d'evitar que les cales es malmetin, tal com va passar amb cap de Planes, on després de ser comprat per un multimilionari es van començar a fer moviments de terres i a talar arbres de manera descontrolada. Des d'aleshores, s'han portat a terme activitats ben diverses per tal de mantenir el patrimoni natural de les nostres costes, ja no només de la zona del Crit.